# Mandy Abou Shoak
Mandy Abou Shoak (* 1989 in Khartum, Sudan) ist eine Schweizer Politikerin (SP), Sozialarbeiterin und Menschenrechtsaktivistin. Seit 2023 ist sie Mitglied im Zürcher Kantonsrat.

## Leben
Abou Shoak ist in Khartum im Sudan geboren. Ihr Vater war dort Journalist, der wegen seiner kritischen Äusserungen von der sudanesischen Regierung wiederholt inhaftiert wurde. Nachdem ihre Familie in die Schweiz geflohen war, lernte ihre Mutter zunächst Deutsch, absolvierte das Medizinstudium und wurde Zahnärztin, während sie gleichzeitig zwei Kinder aufzog.
Von 2012 bis 2016 studierte Abou Shoak Soziale Arbeit mit der Vertiefung Soziokultur an der Hochschule Luzern. Ihren Master in «Sozialer Arbeit als Menschenrechtsprofession» absolvierte sie von 2018 bis 2021 an der Alice-Salomon-Fachhochschule in Berlin.
Seit 2020 berät und begleitet Abou Shoak Organisationen, NGOs, Netzwerke und Vereine bei der Entwicklung einer diskriminierungssensiblen Praxis und Organisationsstruktur. Als Anti-Rassismus-Expertin begleitete sie die Produktion «Bullestress» am Schauspielhaus Zürich und die Produktion «Einfach Yeshi» des Theaters Kanton Zürich. Zudem war sie gemeinsam mit Christoph Keller Gastgeberin des Podcasts «Reden wir! 20 Stimmen zu Rassismus» im Auftrag der Fachstelle für Rassismusbekämpfung des Eidgenössischen Departements des Inneren. Im Jahr 2021 überarbeitete Mandy Abou Shoak für Avenir Social Schweiz den Leitfaden zu rassistischer Diskriminierung und Diskriminierungsschutz.
Seit 2022 ist sie Verantwortliche für Bildung und Beratung bei der NGO Brava, ehemals Terre des Femmes Schweiz. 
Seit 2023 ist sie Co-Präsidentin der Fachstelle Frauenhandel und Frauenmigration FIZ. Zudem ist sie seit 2021 Teil des Regioleitung Zürich/Schaffhausen des Berufsverbandes der Sozialen Arbeit AvenirSocial engagiert.

## Politik
2023 wurde sie als Kantonsrätin gewählt. Sie ist Mitglied der Kommission für Justiz und öffentliche Sicherheit. Zudem ist sie seit 2023 in der Geschäftsleitung der SP Frauen Schweiz.
Im April 2025 gab sie bekannt, dass sie Nachfolgerin der Zürcher Stadtpräsidentin Corine Mauch werden möchte. Die SP Stadt Zürich entscheidet Ende Juni 2025, wer für die Partei bei den Stadtratswahlen kandidiert. Über die Kandidatur für das Stadtpräsidium wird zu einem späteren Zeitpunkt entschieden.